# Cathédrale de la Sainte-Croix de Lagos
Pour les articles homonymes, voir Cathédrale Sainte-Croix.
Ne pas confondre cette cathédrale avec la Cathédrale du Christ de Lagos, de l'église anglicane
La cathédrale de la Sainte-Croix de Lagos est le siège de l'archidiocèse de Lagos. Édifice de style néo-gothique, elle a été bâtie entre 1877 et 1883, principalement à l'initiative de missionnaires français. Elle est située dans l'Île de Lagos, qui constitue le centre géographique et économique de l'agglomération.

## Histoire

### Avant la cathédrale
Des prêtres catholiques de la Société des missions africaines sont présents dans le pays Yoruba à partir de 1861. La présence se renforce à partir de 1870, notamment par l'afflux de catholiques brésiliens et par les conversions locales ; les instances catholiques sont stimulées par le zèle des autres Églises, notamment anglicanes et méthodiste, mais la présence d'une prison sur une partie de l'emplacement choisi pour la cathédrale retarde le projet.

### Premier édifice

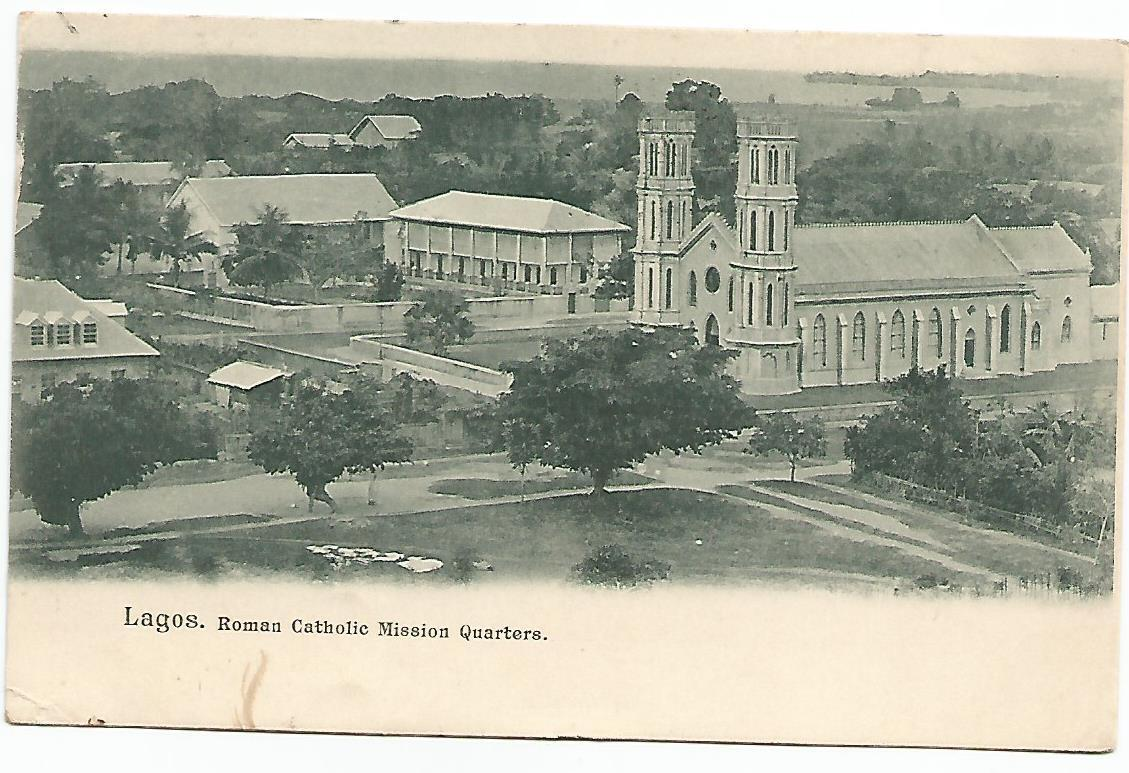
La première cathédrale dans les années 1920.

Les fondations de l'église sont posées en 1878 ; mais l'avancée des travaux est perturbée par les conditions météorologiques, et notamment par la pluie incessante. Cependant, les travaux avancent relativement vite grâce aux compétences en construction de la communauté brésilienne, notamment en maçonnerie, charpente, peinture, etc. Le premier clocher est achevé dès 1881 ; le second est terminé en 1883. Cette cathédrale se révèle cependant trop petite dès le début du XXe siècle, et elle est démolie en 1934.

### Seconde cathédrale
Les fondations de la seconde cathédrale sont posées le 6 août 1934 ; toujours de style néo-gothique, l'édifice est rebâti à l'emplacement de l'ancienne cathédrale ; le chantier est achevé en 1938.